# HD61010
HD61010 — подвійна зоря. 
Ця подвійна система має видиму зоряну величину в смузі V приблизно 8,5.
Вона розташована на відстані близько 985,4 світлових років від Сонця.

## Подвійна зоря
Головна зоря цієї системи належить до хімічно пекулярних зір й має спектральний клас A1.
Інша компонента має спектральний клас Зорі спектрального класу .